# Sligo Rovers FC
Sligo Rovers FC este un club de fotbal din Comitatul Sligo, Irlanda.